# Rengen
Rengen är en stadsdel i den tyska staden Daun som ligger i distriktet Vulkaneifel. Stadsdelen hade den 31 december 2002 447 invånare. Motorvägen A1 södra del slutar i Rengen, från 2009 slutar motorvägen norr om stadsdelen.
Den tidigare kommunen Rengen uppgick 7 november 1970 i Daun.